# Campbell (Australie)
Pour les articles homonymes, voir Campbell.

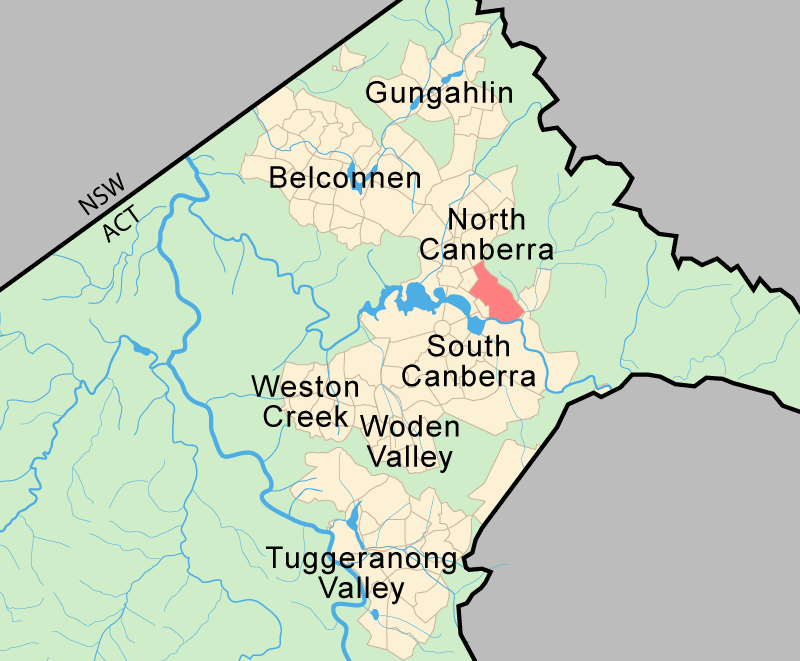
Le quartier de Campbell.

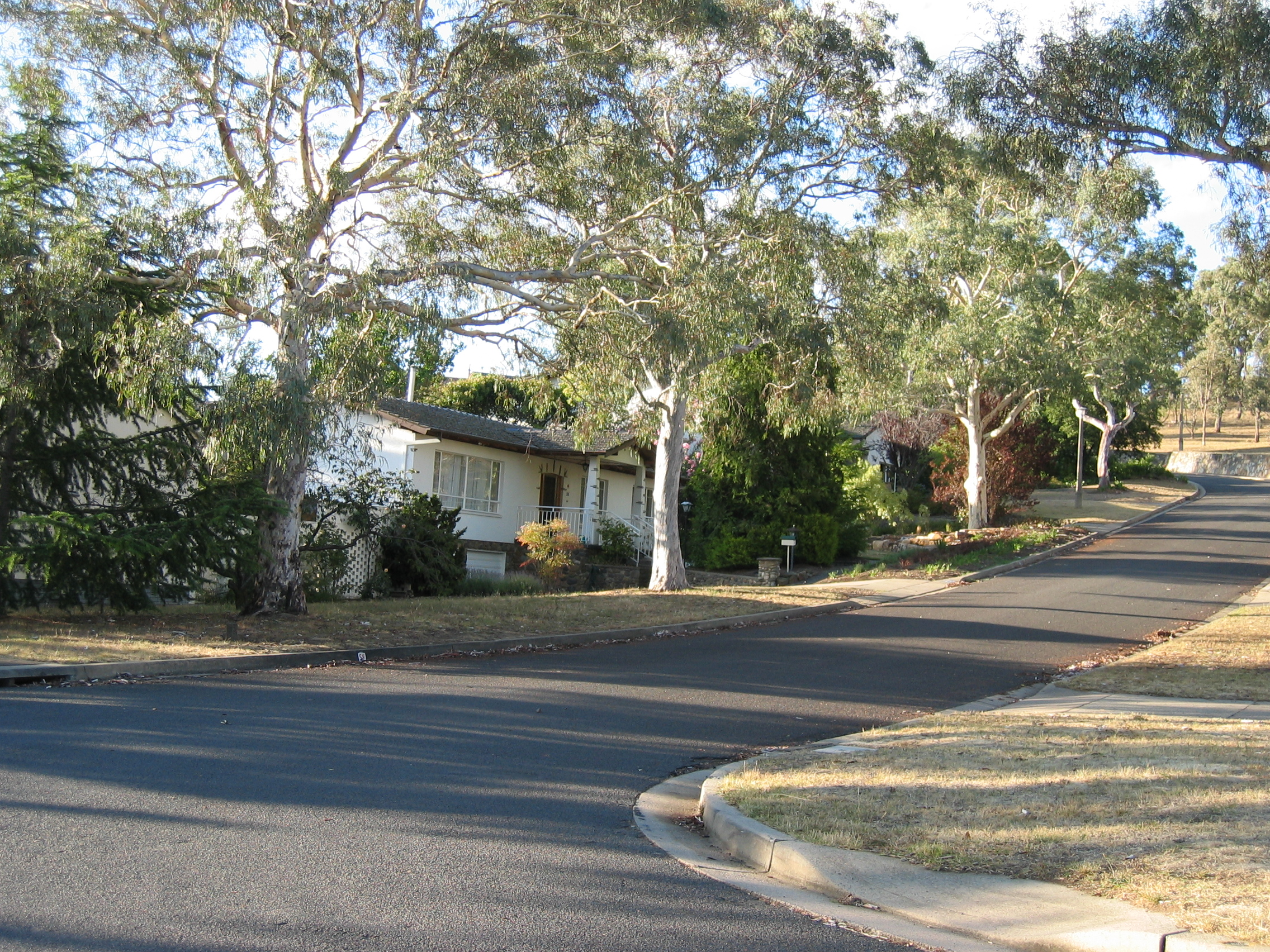
Une rue de Campbell.

Campbell (code postal:ACT 2612) est un quartier (suburb) de Canberra,dans le Territoire de la capitale australienne, en Australie. Couvrant une zone située au sud-est du quartier central des affaires, Campbell se trouve au pied du mont Ainslie. Au recensement de 2001, la population de Campbell était de 3030 personnes. 
La banlieue de Campbell doit son nom à Robert Campbell, le propriétaire de Duntroon station qui était situé où se trouve maintenant Campbell. De nombreux bâtiments construits par Robert Campbell et sa famille sont encore debout autour de Canberra, comme Blundell's Cottage, l'église anglicane de St Jean le baptiste, à Reid, Duntroon House (qui fait maintenant partie du Collège militaire royal de Duntroon à Duntroon) et Yarralumla House (maintenant la résidence officielle du gouverneur général à Yarralumla). 
On trouve à Campbell le Mémorial australien de la guerre, le Collège militaire royal de Duntroon, l'Académie militaire d'Australie, le siège du CSIRO et les bureaux du parc Campbell.

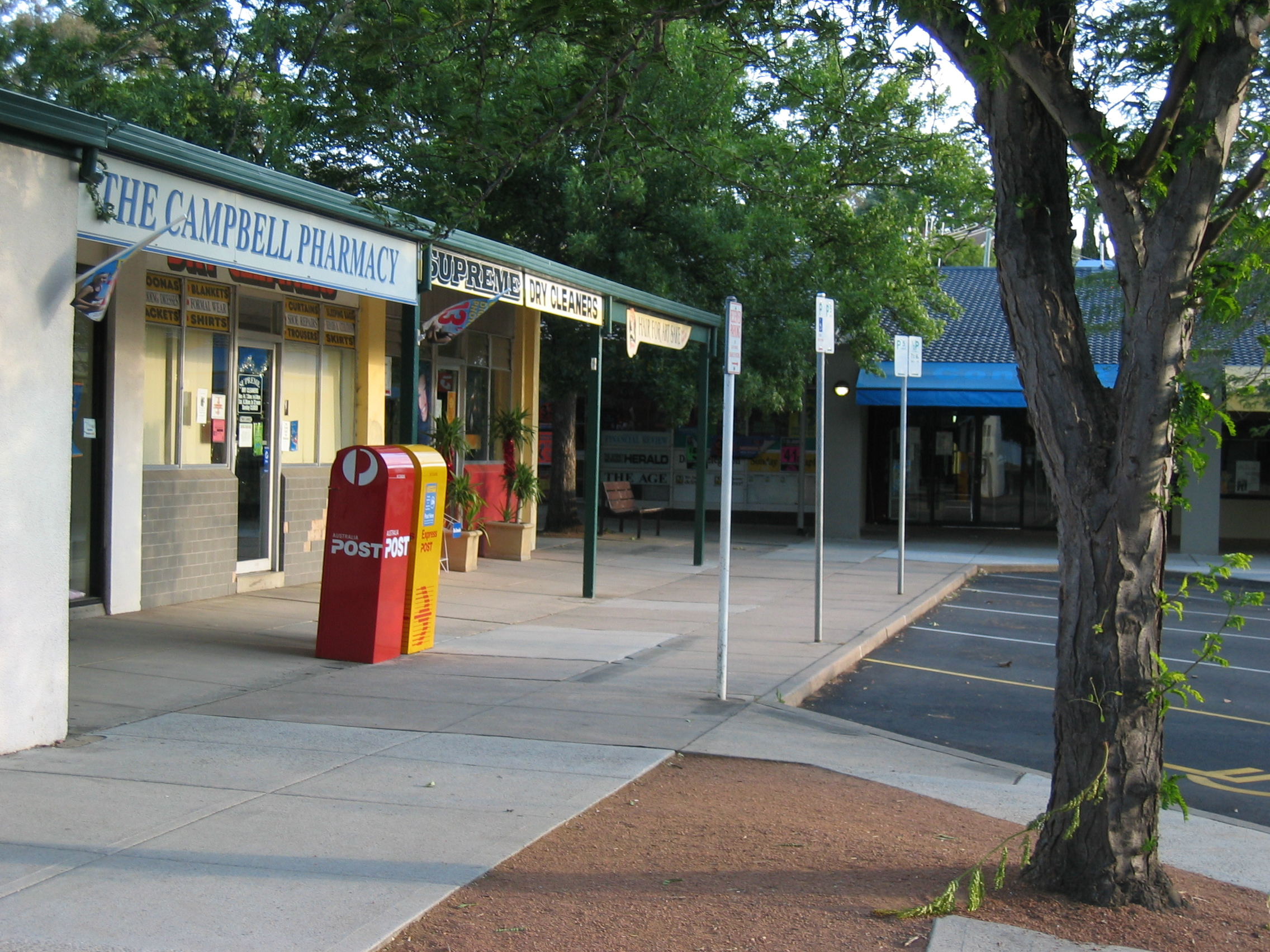
Magasins
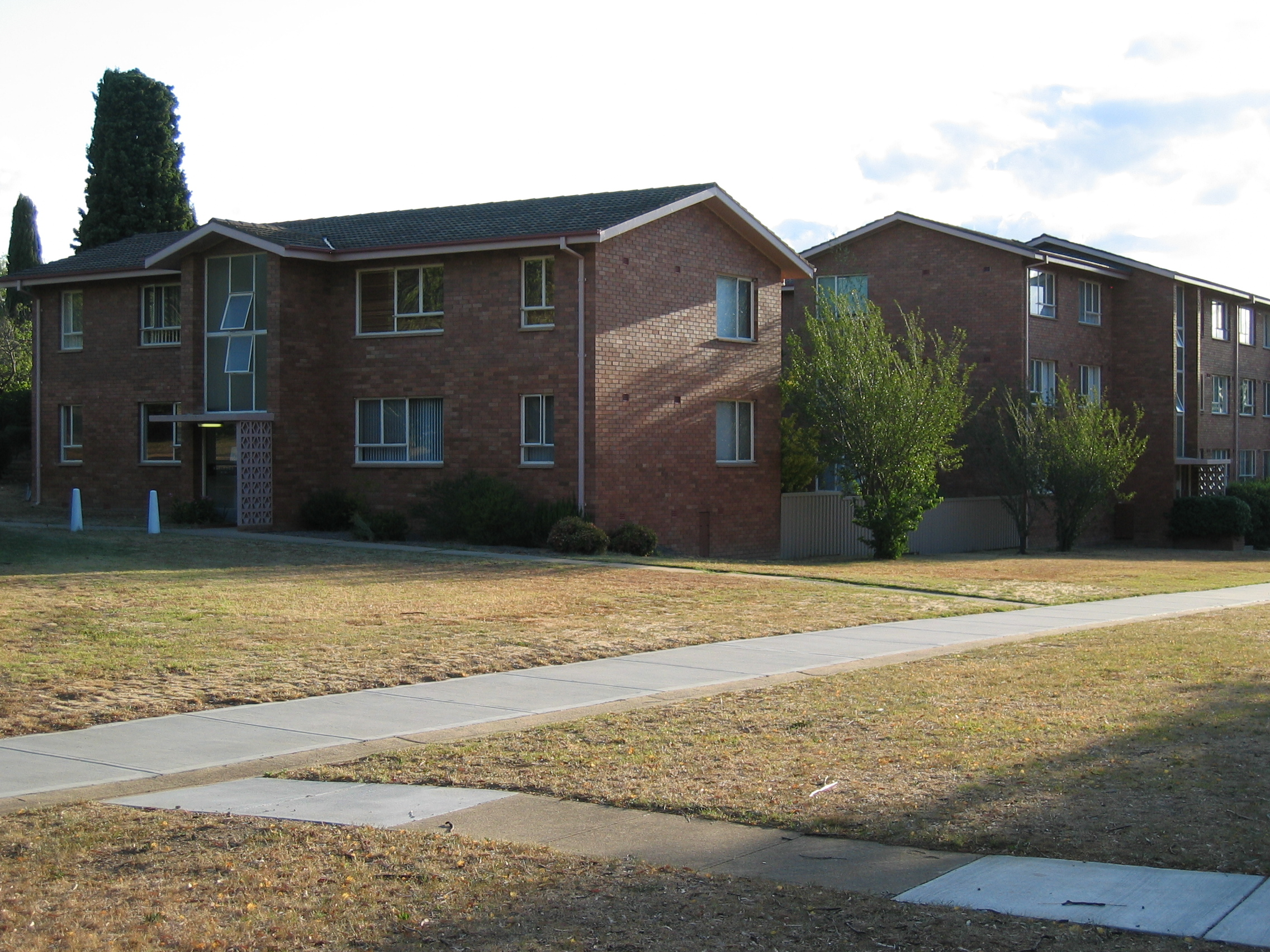
Immeubles au centre du quartier
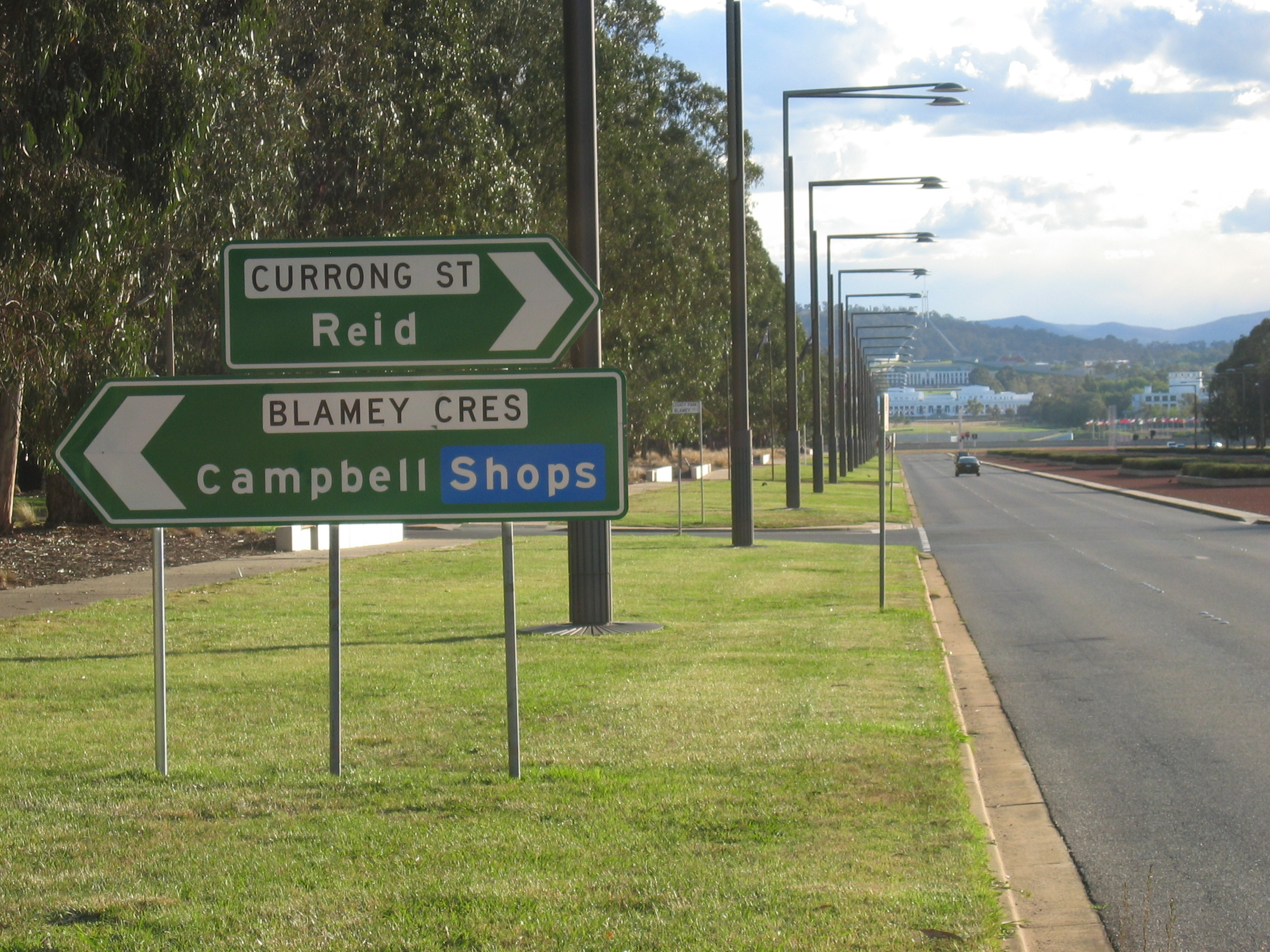
L'ANZAC Parade limite Campbell à l'ouest